# Џејмс Монтроуз
Џејмс Грахам, гроф од Монтроуза (енгл. James Graham, 1st Marquess of Montrouse) био је шкотски војсковођа који се истакао у енглеским грађанским ратовима.

## Каријера
Након битке код Марстон Мура, прерушен у слугу и праћен само са два пратиоца, Монтроуз је пешице прешао границе Шкотске и кренуо према Стратхерну, кући свог рођака, Патрика Грахама из Инкбрахија, на улазу у Побрђе (енгл. Highlands), да би тамо сачекао искрцавање помоћне војске коју је лорд од Антрима требало да пошаље из Ирске. По дану се крио; ноћу је обилазио околне планине, лично сакупљајући податке и следбенике. Врло брзо стигла му је вест да су ирске трупе искрцале (8. јула) и да су у земљу, пљачкале и пустошиле, али не знајући где иду и тражећи генерала који им је обећан. Били су на границама Атола, када се Монтроуз, са једним пратиоцем, одједном појавио у њиховом кампу, обучен као горштак (енгл. Highlander). Одмах су га признали за вођу. На вест о његовом доласку придружило му се неколико брђанских кланова; не изгубивши ни тренутка, повео их је у битку обећавајући им богат плен, и за две недеље је добио две битке (код Типермуира, 1. септембра и код моста Ди, 12. септембра), заузео Перт, на јуриш освојио Абердин, подигао већи део северних кланова, и ширио страх до саме капије Единбурга.
Дознавши крајем септембра 1644. да је Монтроуз, који му је одавно обећао грађански рат у Шкотској, коначно успео и већ је добијао један тријумф за другим, Чарлс се понадао да је катастрофа код Марстон Мура поправљена, да ће Парламент ускоро на северу наћи моћног противника и да би и сам могао без страха да настави успехе на југу. Одлучио је да крене на Лондон, али је одбијен 27. октобра у другој бици код Њуберија.
Дана 2. фебруара 1645. код Инверлохија, у Аргајлширу, Монтроз је стекао сјајну победу над шкотским трупама којима је командовао лично Арчибалд Кембел, гроф од Аргајла.
Монтроз је напредовао према југу, у низију; и 15. августа, у Килситу, недалеко од рушевина римског зида, потукао је парламентарце, којима је командовао генерал Бејли, седма и највећа од његових победа. Уништена је непријатељска војска; сви суседни градови, Ботвел, Глазгов, чак и Единбург, отворили су врата победнику; пуштени су сви ројалисти које је шкотски парламент затворио; сви неодлучни, који су чекали неки знак да се изјасне, маркиз Даглас, грофови Анандејл и Линлитгов, лордови Ситон, Драмонд, Ерскин, Карнеги, и други, сада су журили да понуде своје услуге краљу, бојећи се да ће бити прекасно. Парламентарне вође бежале су у свим правцима, неки ка Енглеској, други ка Ирској. Коначно, коњица шкотске војске која је опседала Херефорд повучена је у журби да брани своју земљу.
Дана 13. септембра 1645, у Филипхоху, у шуми Етрик, близу границе, Лесли, чијег је повратка био потпуно несвестан, изненадио га је, слабог и лоше чуваног. Упркос свим напорима, горштаци су га оставили, да би се вратили кућама и однели плен. Неки господари, гроф Абојне, између осталих, љубоморни на његову славу, такође су га напустили са својим вазалима; други нису хтели да ризикују своје богатство, без обзира на њихова обећања, и нису му се придружили. Дрзак, сјајан у својим плановима, у злим срцима, узбуђивао је завист, а у срамежљивом није надахнуо никакву сигурност. Његова моћ, осим тога, није имала другог темеља осим његових победа, а опрезни људи, који су свакодневно расли, гледали су га са изненађењем и неповерењем. Један пораз био је довољан да се сруши све његове планове; и дан након његовог пораза, освајач Шкотске није био ништа друго него славни одметник.